# Pipunculus artus
Pipunculus artus är en tvåvingeart som först beskrevs av Kertesz 1915. Pipunculus artus ingår i släktet Pipunculus och familjen ögonflugor.
Artens utbredningsområde är Myanmar. Inga underarter finns listade i Catalogue of Life.